# 鐘ヶ江管一
鐘ヶ江 管一（かねがえ かんいち、1931年（昭和6年）1月22日 - ）は、日本の政治家、実業家。元島原市長（3期）。長崎県島原市出身。

## 略歴
旧制島原中学（現在の長崎県立島原高等学校）に進学したが、学制改革の際に中退。家業の旅館「国光屋」の経営に携わった。国光屋は西鉄ライオンズ、太平洋クラブライオンズ、クラウンライターライオンズ（現在の埼玉西武ライオンズ）の島原キャンプの定宿としても使用されており、仰木彬、稲尾和久、豊田泰光とは晩年まで交流があり、中西太など当時のライオンズの選手との親交は現在に至って続いている。
1980年12月には島原市長に当選、以後1992年12月までの3期12年務めた。1991年の雲仙普賢岳の噴火・土石流の発生の際は自ら災害救助活動や国への陳情に奔走し、その姿はマスコミにも大きく取り上げられ「ヒゲの市長」として一躍有名となった。ヒゲは火山の沈静化を願う願掛けで伸ばし始めたものである。なお、ヒゲは市長退任直後の1992年12月に剃り落としている。
市長退任後は普賢岳噴火の際の体験を生かし、全国で講演活動を行っている。2001年には勲四等瑞宝章を受章。2002年からは雲仙岳災害記念館の名誉館長を勤めている。2021年、島原半島文化賞を受賞した。

## 著書
- 仰木彬共著『勝つということ―対談・熱球交友録』集英社、1997年3月
- 『普賢、鳴りやまず―ヒゲ市長の防災実記763日』集英社、1997年7月